# ريان كيندال
ريان كيندال (بالإنجليزية: Ryan Kendall)‏ (14 سبتمبر 1989 بكينغستون أبون هال في المملكة المتحدة - ) هو لاعب كرة قدم بريطاني في مركز الهجوم. لعب مع برادفورد سيتي ونادي هاروجيت تاون وهال سيتي ونادي غاينسبورو ترينيتي وNorth Ferriby United A.F.C. ‏.

## وصلات خارجية
- ريان كيندال على موقع قاعدة بيانات كرة القدم.إي يو (الإنجليزية)
- ريان كيندال على موقع Soccerbase.com (لاعب) (الإنجليزية)
- ريان كيندال على موقع Soccerway.com (الإنجليزية)